# 中信兄弟亞軍魔咒
中信兄弟亞軍魔咒，又稱安心亞魔咒，是指中華職棒的兄弟象自2013年轉賣給中國信託集團旗下的華翼育樂，並改名為中信兄弟後，從2014年一直到2020年止7年內6度打進台灣大賽卻未能奪冠的魔咒。網友們通常戲稱此現象為「七年六亞」。
2021年台灣大賽，由總教練林威助領軍中信兄弟以4勝0敗橫掃統一7-ELEVEn獅，終於奪得睽違已久的總冠軍，亞軍魔咒也正式破除，獲得兄弟隊史上第八座總冠軍，同時也打破了台灣大賽的「金融魔咒」。

## 中信兄弟歷年台灣大賽戰績
在中信兄弟未贏得總冠軍的台灣大賽中，有4次是對上Lamigo桃猿，另外2次則分別對上義大犀牛及統一7-ELEVEn獅。
| 紀年 | 年度   | 晉級資格                       | 總教練 | 對戰球隊       | 總教練 | 比賽結果 | 逐場戰績 |
| ---- | ------ | ------------------------------ | ------ | -------------- | ------ | -------- | -------- |
| 25   | 2014年 | 獲得下半季冠軍                 | 謝長亨 | Lamigo桃猿     | 洪一中 | 1勝4敗   | LLLWL    |
| 26   | 2015年 | 獲得下半季冠軍                 | 吳復連 | Lamigo桃猿     | 洪一中 | 3勝4敗   | LWWWLLL  |
| 27   | 2016年 | 獲得上半季冠軍                 | 吳復連 | 義大犀牛       | 葉君璋 | 2勝4敗   | WWLLLL   |
| 28   | 2017年 | 從季後挑戰賽晉級               | 史耐德 | Lamigo桃猿     | 洪一中 | 1勝4敗   | LWLLL    |
| 30   | 2019年 | 獲得下半季冠軍                 | 伯納   | Lamigo桃猿     | 洪一中 | 1勝4敗   | LWLLL    |
| 31   | 2020年 | 獲得上半季冠軍                 | 丘昌榮 | 統一7-ELEVEn獅 | 林岳平 | 3勝4敗   | LWWWLLL  |
| 32   | 2021年 | 獲得上半季冠軍                 | 林威助 | 統一7-ELEVEn獅 | 林岳平 | 4勝0敗   | WWWW     |
| 33   | 2022年 | 獲得下半季冠軍且季後挑戰賽晉級 | 林威助 | 樂天桃猿       | 曾豪駒 | 4勝0敗   | WWWW     |

## 備註
- 2015、2020年皆在取得三勝一敗聽牌的絕對優勢下，三連敗遭對手逆轉奪冠。
- 2016年在領先兩場後四連敗遭對手逆轉奪冠。
- 第五戰以後一勝未得。(時至2024年10月25日才破除)
- 2018年因未取得半季冠軍，且年度勝率墊底，因此無緣季後賽[10]。
- 包含隊史，進軍台灣大賽至少能取得1勝而不曾被橫掃。

## 相關事件
- 2017年5月6日，羽球選手戴資穎在澄清湖棒球場為中信兄弟的主場賽事開球。四年後，戴資穎在東京奧運羽球女單決賽敗給陈雨菲，拿下銀牌，部分網友認為是在2017年為中信兄弟開球後，受到該魔咒的影響。[11]

## 外部連結
- 中信兄弟亞軍魔咒在台灣棒球維基館上的頁面（繁體中文）